# 江頭匡一
江頭 匡一（えがしら きょういち、1923年〈大正12年〉3月25日 - 2005年〈平成17年〉4月13日）は、日本の実業家。ファミリーレストランロイヤルホストなどを展開するロイヤル（現・ロイヤルホールディングス）の創業者。

## 来歴
福岡県三潴郡城島町（現在の久留米市）に父・江頭佳造、母・照代の長男として生まれる。旧制嘉穂中学校（現福岡県立嘉穂高等学校）卒業。授業を抜け出してプールで泳いだり、買い食いをしたりと父親泣かせであり、教師泣かせであったと本人は振り返っている。中学校卒業から3か月たって米子地方航空機乗員養成所に入所する。明治大学専門部中退。
1946年、米軍春日原ベース内のPX（売店）の指定商人を始めたことを切っ掛けに、1950年、ロイヤルの前身会社・キルロイ特殊貿易を設立。1951年、福岡空港の国内線運航開始と同時に同空港内に食堂運営と機内食の納入を始めた。
1952年4月9日、もく星号墜落事故が発生し、乗員・乗客全員が死亡した。江頭は東京から福岡へ帰る際に、当日のこの便を予約していたが、仕事が長引いて東京出発を1日遅らせたことで、難を逃れた。
1953年、福岡市中洲に、フランス料理店「ザ・ロイヤル」（後に「花の木」と改称）を開業する。オープンして3か月後、新婚旅行で来日したマリリン・モンローとジョー・ディマジオが来店して気に入り、3日続けて通ったといわれている。1959年には、天神（現在の中央区）の新天町に日本におけるファミリーレストランの草分けとなる「ロイヤル新天町店」を出店した。
他社に先駆けてセントラルキッチン方式やフランチャイズ制を導入した。また店で新しく出される予定の料理は江頭自身が必ず試食し、ダメ出しを行っていた。この時、必ずすべての料理を完食していたため、後に体調を崩した。
2005年4月13日、肺炎のため死去。82歳没。

## 家族・親族
父・佳造
福岡県芦屋町で材木商を営む吉田徳造の五男、江頭家の婿養子。
佳造は東筑中学、第五高等学校、東京帝国大学法学部を卒業後、東大剣道部の先輩だった三菱地所初代会長赤星陸治の勧めで三菱合資会社に入社。九州や北海道の主要炭鉱の労務主任、所長などを務めた。戦時中に大日本産業報国会の理事だった関係で戦後は公職追放により退職。
中学、高校、大学とずっと剣道部の主将だった佳造は亡くなるときは剣道九段で、範士の資格を持ち、居合も教士の資格を持っていた。
母・照代
福岡県城島町で四百年続いた造り酒屋江頭酒造の一人娘
姉（二人）、弟、妹

## 著書
- 江頭匡一、高橋政知、牛尾治朗、上山善紀、中内功『私の履歴書　経済人 35』日本経済新聞社、2004年6月。